# 帕佩斯湖

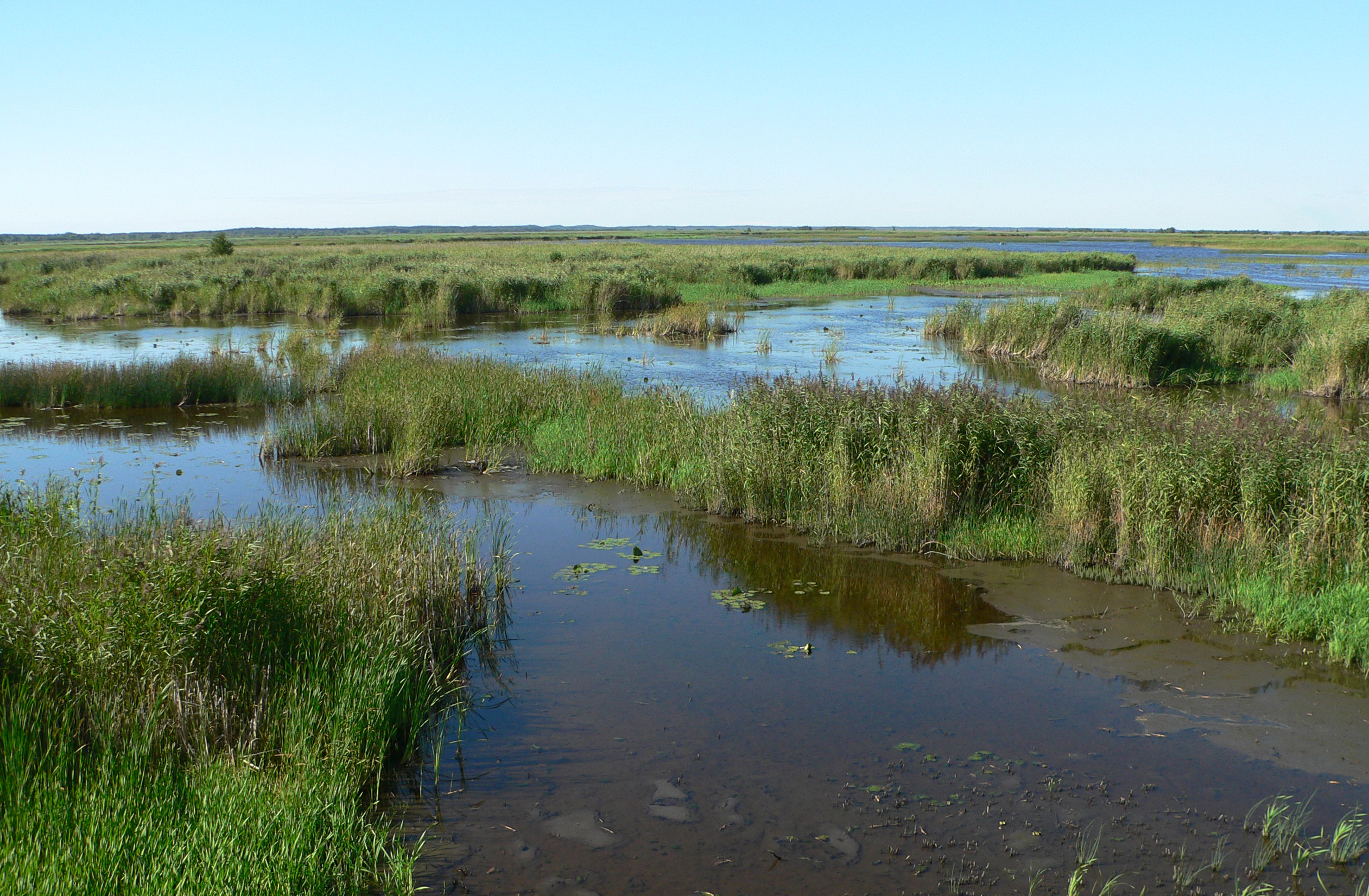
帕佩斯湖

帕佩斯湖（拉脫維亞語：Papes ezers）是拉脫維亞的湖泊，位於該國西部，毗鄰與立陶宛接壤的邊境，長8.2公里、寬3.2公里，面積12.3平方公里，湖岸線長度40.4公里，最大水深2米，是6種魚類的棲息地，湖中有12個島嶼。